# Вердерена
Вердерена (порт. Verderena) — район (фрегезия) в Португалии, входит в округ Сетубал. Является составной частью муниципалитета Баррейру. Находится в составе крупной городской агломерации Большой Лиссабон. По старому административному делению входил в провинцию Эштремадура. Входит в экономико-статистический субрегион Полуостров Сетубал, который входит в Лиссабонский регион. Население составляет 11 514 человека по состоянию на 2001 год. Занимает площадь 0,94 км².